# Longages
Longages ist eine französische Gemeinde mit 3.336 Einwohnern (Stand: 1. Januar 2022) im Département Haute-Garonne in der Region Okzitanien. Sie gehört zum Arrondissement Muret und zum Kanton Auterive. Die Einwohner werden Longagiens genannt.

## Geographie
Die Gemeinde Longages liegt etwa 13 Kilometer südsüdwestlich von Muret an der Louge, einem Nebenfluss der Garonne. Umgeben wird Longages von den Nachbargemeinden Lavernose-Lacasse im Norden und Nordosten, Noé im Osten, Capens im Südosten, Carbonne im Süden, Peyssies im Südwesten, Bois-de-la-Pierre im Südwesten und Westen sowie Bérat im Westen und Nordwesten.

## Bevölkerungsentwicklung
| Jahr                       | 1962 | 1968 | 1975 | 1982 | 1990 | 1999 | 2012 | 2020 |
| Einwohner                  | 934  | 921  | 1101 | 1332 | 1691 | 1899 | 2812 | 3213 |
| Quellen: Cassini und INSEE |      |      |      |      |      |      |      |      |

## Sehenswürdigkeiten
- Kirche Saint-André, seit 1979 Monument historique
- Schloss Sainte-Marie, in der zweiten Hälfte des 16. Jahrhunderts erbaut, umgebaut im 19. Jahrhundert, seit 1984 Monument historique
- Rathaus und Markthalle, seit 1999 Monument historique

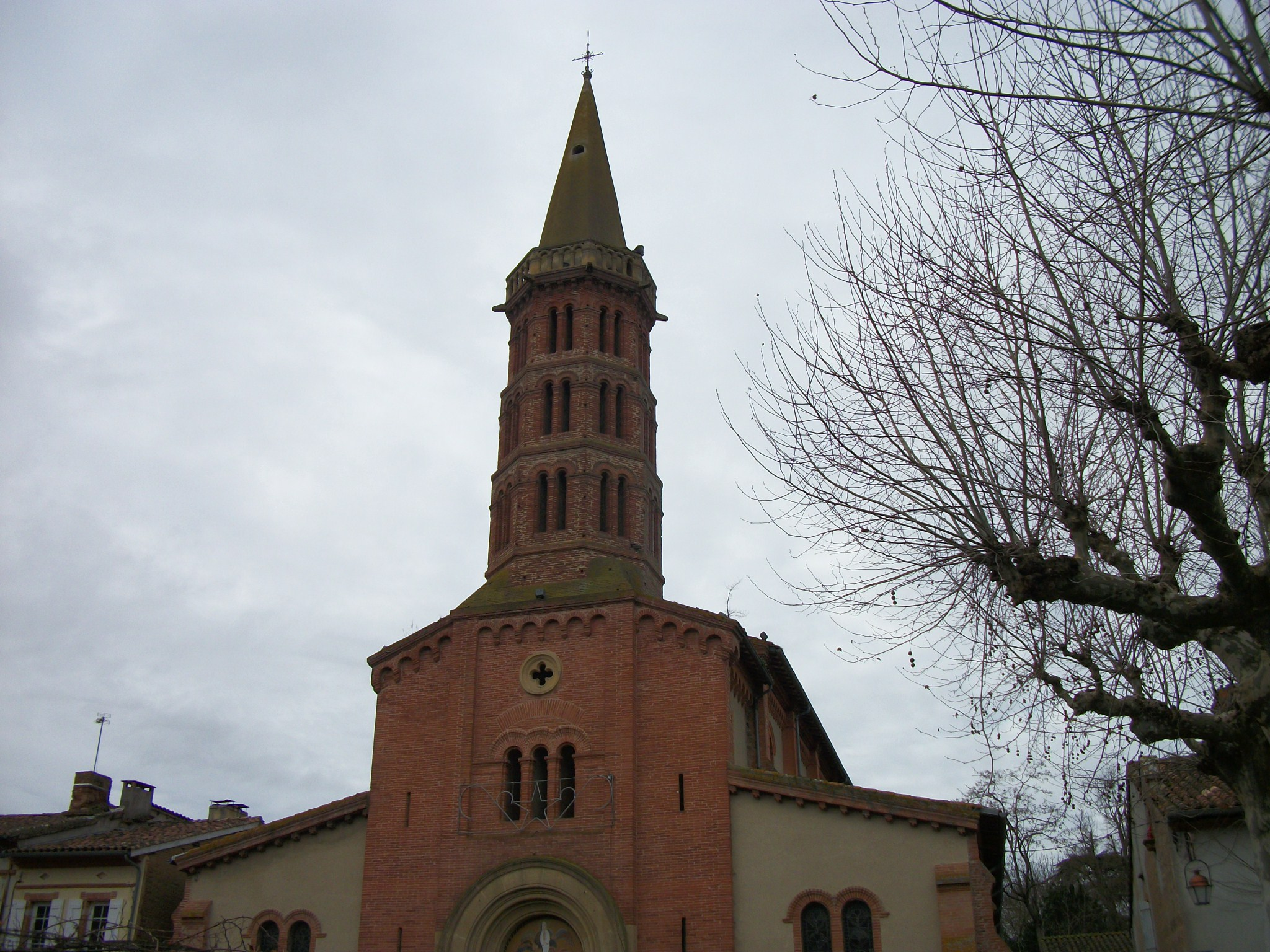
Kirche Saint-André
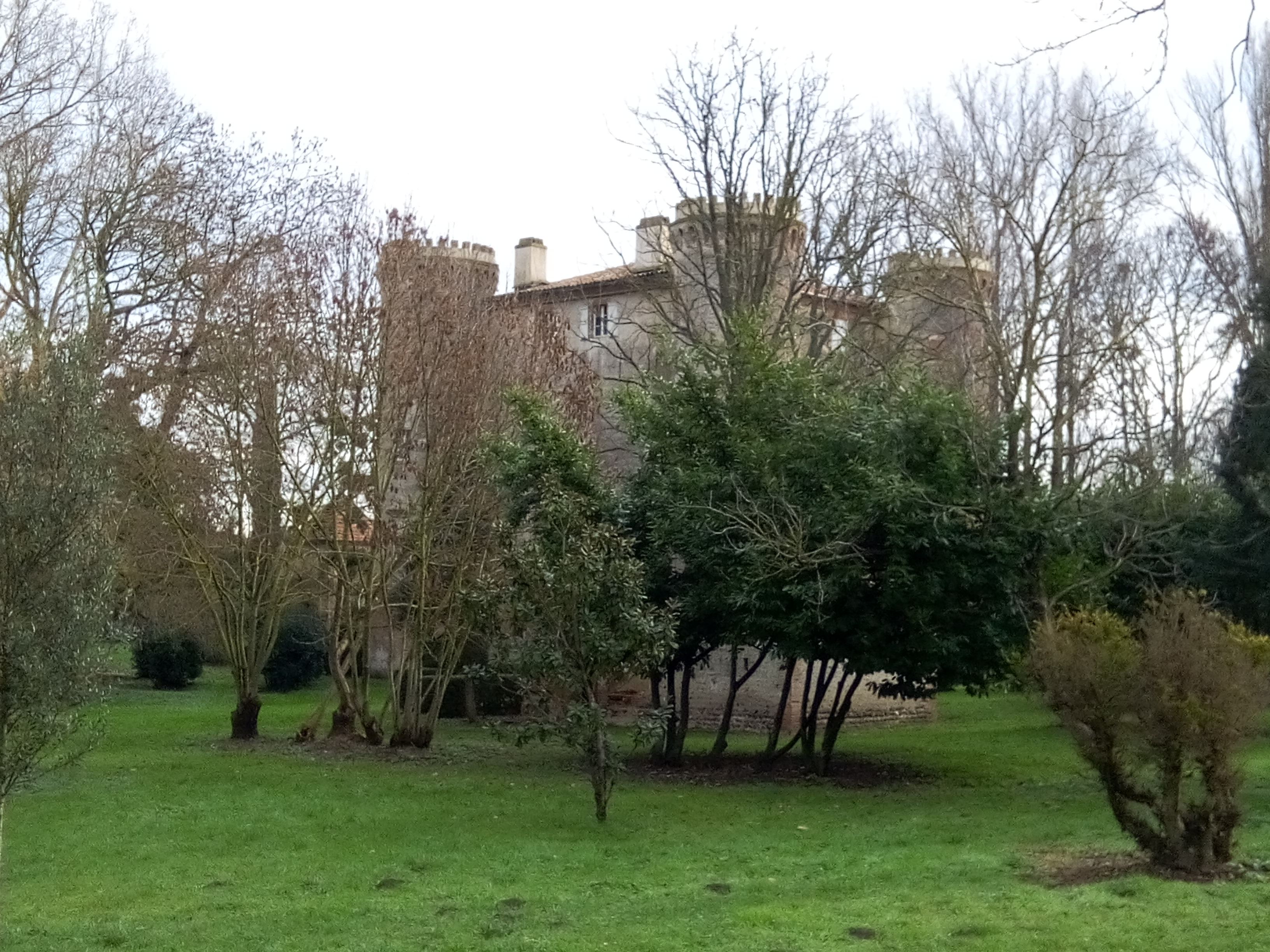
Schloss Sainte-Marie
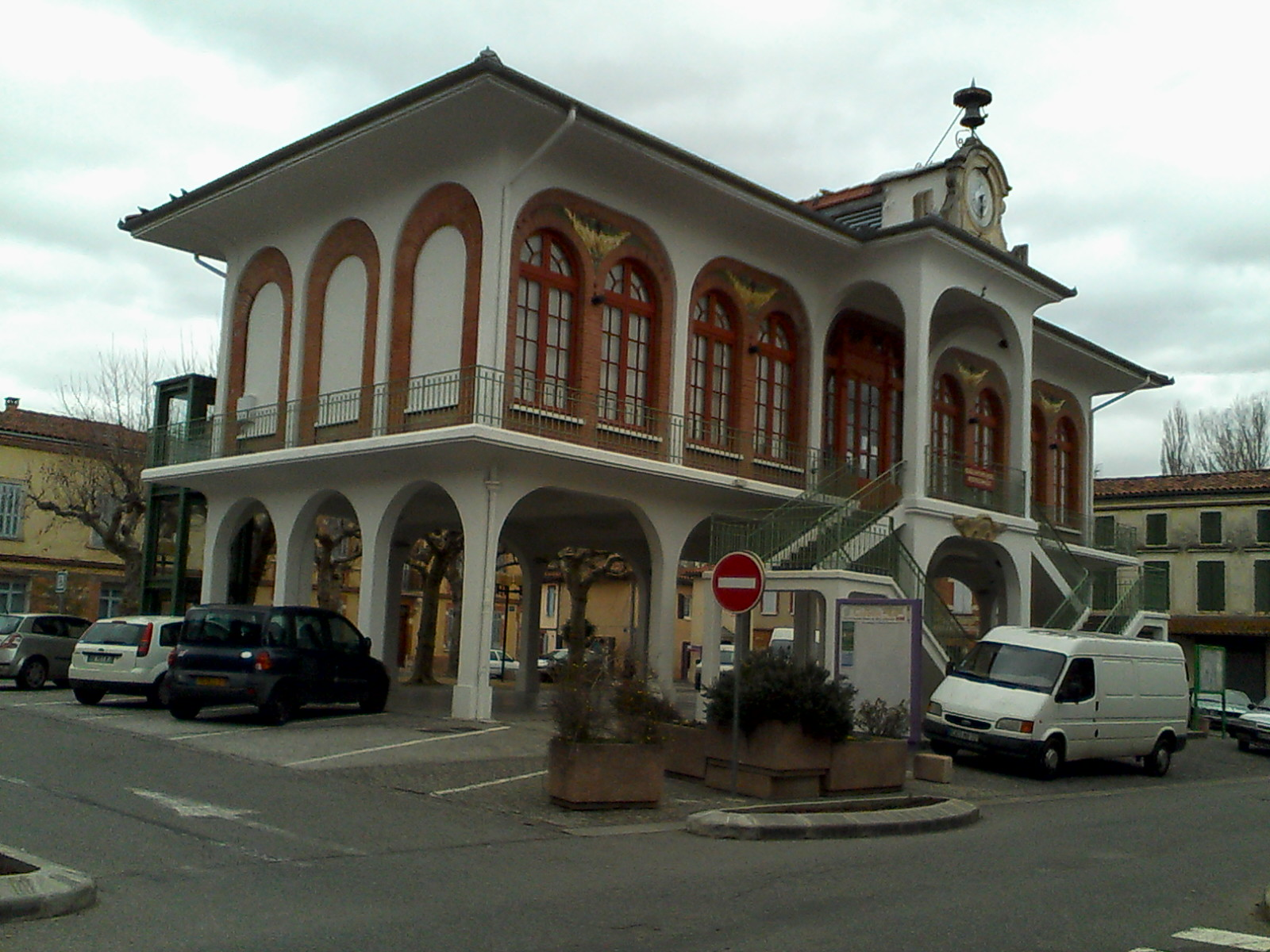
Alte Markthalle
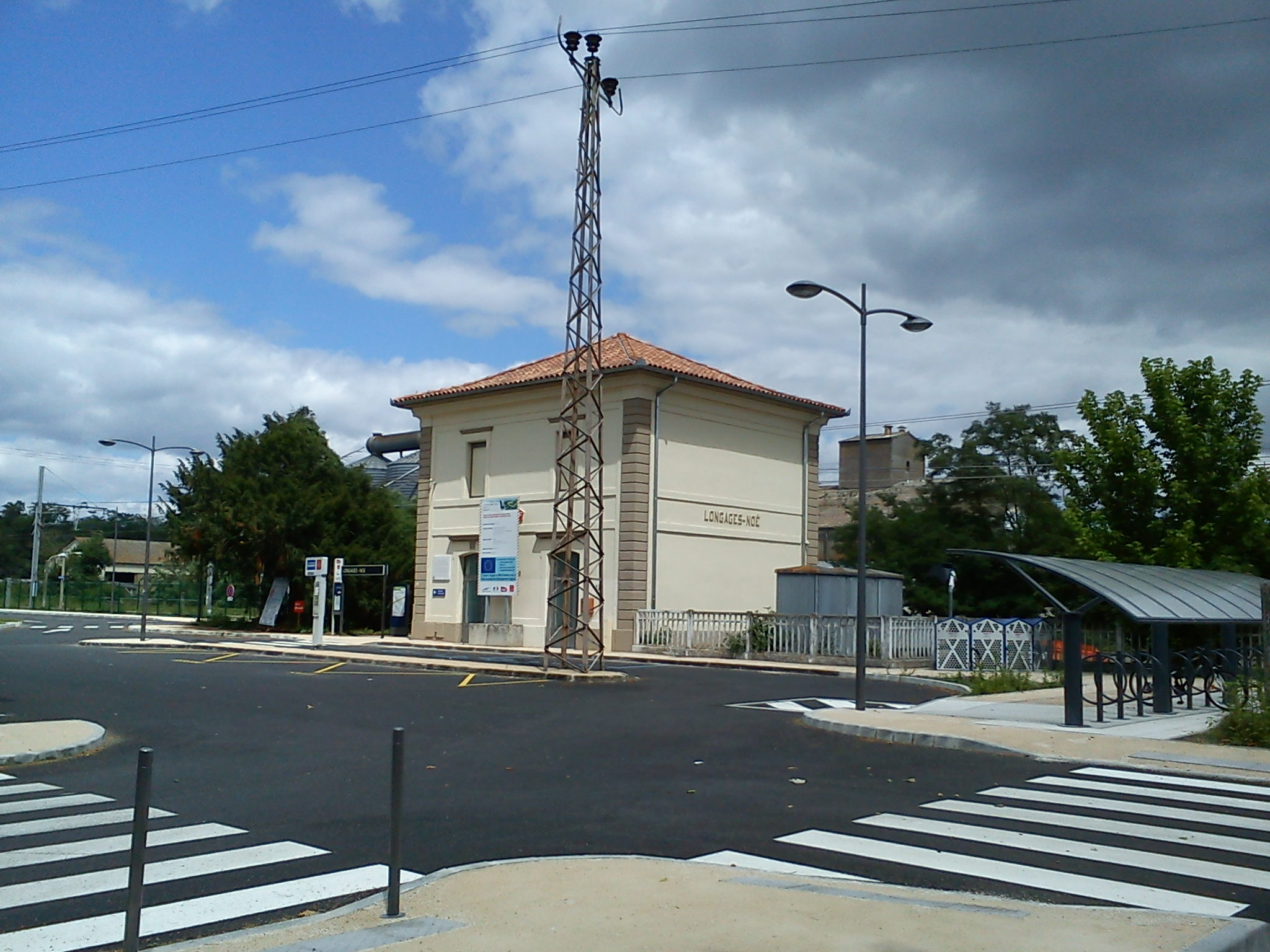
Bahnhof Longages-Noé